# Batavus Pro Race 2008
La Batavus Pro Race 2008, quinta edizione della corsa, valido come evento dell'UCI Europe Tour 2008 categoria 1.1, si svolse il 14 maggio 2008 su un percorso di circa 209 km. Fu vinta dal belga Gert Steegmans, che terminò la gara in 4h 29' 56" alla media di 46,456 km/h.
Alla partenza erano presenti 137 ciclisti, dei quali 37 portarono a termine il percorso.

## Ordine d'arrivo (Top 10)
| Pos. | Corridore          | Squadra    | Tempo    |
| ---- | ------------------ | ---------- | -------- |
| 1    | Gert Steegmans     | QuickStep  | 4h29'56" |
| 2    | Marcel Sieberg     | Columbia   | s.t.     |
| 3    | Stefan van Dijk    | Mitsubishi | s.t.     |
| 4    | Coen Vermeltfoort  | Rabobank   | s.t.     |
| 5    | Maarten Tjallingii | Silence    | s.t.     |
| 6    | Davide Viganò      | QuickStep  | s.t.     |
| 7    | Sebastian Forke    | 3C-Lamonta | s.t.     |
| 8    | Sjoerd Botter      | KrolStonE  | s.t.     |
| 9    | Sven Nevens        | Mitsubishi | s.t.     |
| 10   | Roger Hammond      | Columbia   | s.t.     |